# Acetat (textilfibrer)
Acetat (även acetatsilke) är en konstfiber som framställs av cellulosa. Benämningen acetat används även för tyget som tillverkas av fibern. Acetat framställdes första gången 1865, men först 1904 sedan en ny effektivare produktionsmetod tagits fram kom acetat till större användning, och de första textilfibrerna av materialet framställdes 1912. 
Ett av fiberns vanligaste användningsområden i textilindustrin är som sidenliknande foder, acetatfoder, som tillverkas i många olika kulörer för att matcha yttertyget. Acetatfoder är glatt och känns svalt mot huden. Acetatfoder vävs vanligen i tuskaft eller satinbindning. 
Acetat kan färgas med dispersionsfärgämne.